# 田澤茉純
田澤 茉純（たざわ ますみ、1993年11月22日 - ）は、日本の女性声優。東京俳優生活協同組合所属。神奈川県出身。

## 来歴
2011年、俳協ボイスアクターズスタジオ第39期生。元々は高校在学中に別の養成所に通っていたが、高校生ではプロダクションに所属できない決まりだったために退所し、年齢が関係なく短期間で結果の出せる俳協ボイスアクターズスタジオに入り直したという。2012年、俳協所属。
もともと演劇をやっていたが、自分の雰囲気ではできない大人っぽい役があり、見た目に左右されずいろいろな役を演じて違う自分になれる声優になりたいと思うようになった。

## 人物
声域はソプラノ。
趣味は写真撮影・食べること・散歩や、リップを集めること。食べ物は煎餅や梅干しが好き。特撮やアクション映画などアクションシーンがある作品が好きで、アクションゲームも好き。ただし田澤本人は運動神経にさほど自信はなく、前屈があまりできない程度に体幹の柔軟性が低い。
双子の姉がいる。
憧れの声優は沢城みゆき。衝撃を受けた声優は小西寛子。事務所同期の森下来奈とは高校時代から知り合いで仲が良く、2021年からは2人によるWeb番組が配信されている。

## 出演
太字はメインキャラクター。

### テレビアニメ
2013年
- DD北斗の拳

2014年
- 月刊少女野崎くん（女子生徒、女子、ヒロイン、先輩）
- 六畳間の侵略者!?（クラノ＝キリハ）

2015年
- アイドルマスター シンデレラガールズ（浜口あやめ）
- がっこうぐらし!（女子生徒B）
- ご注文はうさぎですか? シリーズ（庶民部員A、レイ） - 2シリーズ
- 四月は君の嘘（凪の友達）
- 食戟のソーマ（2015年 - 2018年、女子学生B、極星寮女子C） - 2シリーズ
- 聖剣使いの禁呪詠唱（店員）
- 戦姫絶唱シンフォギア シリーズ（2015年 - 2019年、ファラ・スユーフ） - 2シリーズ
- 探偵歌劇 ミルキィホームズ TD（ノブレス）
- VALKYRIE DRIVE -MERMAID-（時雨霞）
- ヘヴィーオブジェクト（2015年 - 2016年、女医、美人捜査官）
- ミカグラ学園組曲（女子、生徒）
- ミス・モノクローム -The Animation- 3（観客、おばあちゃん、女性、女子高校生、女性客）
- 山田くんと7人の魔女（西園寺リカ、猪瀬じゅん、小田切寧々親衛隊C、女子生徒）
- 落第騎士の英雄譚（女生徒、女子）

2016年
- GATE 自衛隊 彼の地にて、斯く戦えり（セィミィ）
- 石膏ボーイズ（赤ん坊、美女、鹿井亜奈、玄葉理保子）
- テイルズ オブ ゼスティリア ザ クロス（2016年 - 2017年、シレル） - 2シリーズ
- 虹色デイズ（店員）

2017年
- チェインクロニクル 〜ヘクセイタスの閃〜（ユニ、ファラ）
- ロクでなし魔術講師と禁忌教典（テレサ＝レイディ）
- スタミュ（女生徒）
- アイカツスターズ!（ジャスミン）
- アイドルマスター シンデレラガールズ劇場（2017年 - 2019年、浜口あやめ） - 3シリーズ
- ようこそ実力至上主義の教室へ（2017年 - 2024年、松下千秋） - 3シリーズ
- 恋と嘘（佐伯明日香）

2018年
- ラーメン大好き小泉さん（女子生徒A、カップル女性、店員A、乗客、級友A 他）
- レイトン ミステリー探偵社 〜カトリーのナゾトキファイル〜（リンダ）
- 多田くんは恋をしない（女子、猫）
- バキ（女子A）
- PERSONA5 the Animation（女子アナ）
- ハッピーシュガーライフ（主婦、ケーキ屋の店員）
- キラキラハッピー★ ひらけ!ここたま（斎藤莉桜奈）

2019年
- 名探偵コナン（2019年 - 2024年、田代、少女、水森）
- ドメスティックな彼女（マミの友人女子B）
- 真夜中のオカルト公務員（鈴鹿、ピクシーB、柴裕子、相田亮、ピクシー）
- 手品先輩（生徒、子供、園児）
- Re:ステージ! ドリームデイズ♪（市杵島瑞葉）
- 私、能力は平均値でって言ったよね!（ポーリン）

2020年
- 異種族レビュアーズ（ニュウA）
- ソードアート・オンライン アリシゼーション War of Underworld（女性記者）
- 魔王城でおやすみ（おえらいペンギン）

2021年
- ドラえもん（テレビ朝日版第2期）（2021年 - 2024年、女子高生、大きい猫）
- ウマ娘 プリティーダービー（2021年 - 2023年、イクノディクタス） - 2シリーズ
- さよなら私のクラマー（朝日奈珠）
- ピーチボーイリバーサイド（少年、美女、ケネス、惰眠鬼）
- プラチナエンド（小日向冬子）

2022年
- クレヨンしんちゃん（人々A）
- パズドラ（アンナ）

2023年
- アリス・ギア・アイギス Expansion（宇佐元杏奈）
- 絆のアリル（オーリス） - 2シリーズ
- 異世界ワンターンキル姉さん 〜姉同伴の異世界生活はじめました〜（子熊）
- シャングリラ・フロンティア（アリノイユ）

2024年
- シンカリオン チェンジ ザ ワールド（2024年 - 2025年、五稜郭シオン、北斗星）
- ポケットモンスター（ロイの母）
- オーイ!とんぼ（2024年 - 2025年、松田）
- ダンダダン（桃の友人A）
- 星降る王国のニナ（アン）

2025年
- 君のことが大大大大大好きな100人の彼女（メイドB）
- GUILTY GEAR STRIVE: DUAL RULERS（エリカ＝バーソロミュー）
- ヴィジランテ-僕のヒーローアカデミア ILLEGALS-（ダンス部部長）
- ぬきたし THE ANIMATION（冷泉院桐香）

### 劇場アニメ
- 心が叫びたがってるんだ。（2015年、鈴木[41]）

### Webアニメ
- アイドルマスター シンデレラガールズ劇場 火曜シンデレラシアター（2018年、浜口あやめ[17]）
- アイドルマスター シンデレラガールズ劇場 Extra Stage（2020年、浜口あやめ）
- ゲーム『ウマ娘 プリティーダービー』1st Anniversary Special Animation（2022年、イクノディクタス[42]）
- コタローは1人暮らし（2022年、カナ）

### OVA
- 山田くんと7人の魔女（2014年 - 2015年、西園寺リカ[43]） - コミックス15・18巻DVD付き特別版
- 四月は君の嘘（2015年、佐和） - コミックス11巻DVD付き限定版
- 12歳。（2015年、女子5） - 『ちゃお』2015年10月号付録

### ゲーム
2014年
- 恋Q部!（彩辻芹香）
- 猫耳さばいばー!（エフ、神崎凪柚）

2015年
- アイドルマスター シンデレラガールズ（2015年 - 2024年、浜口あやめ） - 2作品
- 音速少女隊 -Photon Angels-（ジュディ、エマ）
- 家電少女（さあや、からみ、さちこ&かずこ）
- ザクセスヘブン（雛形ミユリ）
- ファイアーエムブレムif（ベルカ）
- ブレイブソード×ブレイズソウル
- ポップアップストーリー 魔法の本と聖樹の学園（ウルスラ・レーメント）
- 嫁コレ（クラノ＝キリハ）
- ミリ姫大戦 −Militärische Mädchen−（ドゥミトレスク、メッセ）

2016年
- AKIBA'S BEAT（鬼灯アオイ）
- クイズRPG 魔法使いと黒猫のウィズ（ルフ・ファルネーゼ）
- 神航の地平線（忍者 ユキ）
- 式神物語〜中二病JK、世界を救う〜（発破娘）
- リーリヤのおともだち（神崎凪袖）
- 城姫クエスト 極（三原城、今治城、大野城、名護屋城）
- 戦姫絶唱シンフォギアXD UNLIMITED（ファラ・スユーフ）

2017年
- ららマジ（月島塁）
- ファイアーエムブレム ヒーローズ（ベルカ）
- Re:ステージ!プリズムステップ（2017年 - 2024年、市杵島瑞葉）

2018年
- アリス・ギア・アイギス（2018年 - 2024年、宇佐元杏奈）
- 温泉むすめ ゆのはな これくしょん（玉造彗）
- プレカトゥスの天秤（メレーヌ・ルベルティ）
- CARAVAN STORIES（リドミラ）
- 刀使ノ巫女 刻みし一閃の燈火（綿貫和美）
- ORDINAL STRATA -オーディナル ストラータ-（エリシア）

2019年
- ウィザーズ シンフォニー（アステル）

2020年
- アズールレーン（チャパエフ）
- Panty Party（スケパン）

2021年
- 結城友奈は勇者である 花結いのきらめき（2021年 - 2022年、安芸真鈴）
- ウマ娘 プリティーダービー（2021年 - 2024年、イクノディクタス）

2022年
- ヘブンバーンズレッド（2022年 - 2024年、桜庭星羅）
- モンスターストライク（2022年 - 2024年、ルイス・フロイス、アイーダ）
- アイドルマスター ポップリンクス（浜口あやめ）

2023年
- 信長の野望 出陣（諏訪姫、瀬名姫、直江船）

2024年
- バニーガーデン（美羽香）

### ドラマCD
- なまいきざかり。（2015年、女子生徒B）
- メガミマガジン応募者全員サービス『VALKYRIE DRIVE -MERMAID-』オリジナルドラマCD（2016年、時雨霞）
- 乃木若葉は勇者である（2016年、安芸真鈴）
- あにめたまえ!天声の巫女 外伝ボイスドラマ「雷神委員長はらら 妖怪風紀取締!」（2017年、ぬりかべ[70]）
- 抱かれたい男1位に脅されています。第4巻「ネトラレトライアングル」（2018年、高原実月）
- ノーカラーベイビー（2019年、バイト）
- ディアプラス2019年3月号付録 ノーカラーベイビー（2019年、ゆり）
- ドラマレコード「時代劇だよ！アリス・ギア・アイギス」（2021年、宇佐元杏奈[71]）

### ASMR
- いっしょぐらし 〜真面目彼女編〜（2022年、大前櫻）
- 【アズールレーンASMR】指揮官を癒やし隊！チャパエフのキュア・テイミング（2024年、チャパエフ）

### ボイスドラマ
- 幕末動乱美少女伝（2024年、服部半蔵、西郷頼母）
- 戦国繚乱美少女伝（2025年、服部半蔵）

### 吹き替え

#### 映画
- インバージョン 転移（ケイラ）

#### ドラマ
- ドクター・フー（少女、ハルカ）
- Life 真実へのパズル（エリカ）

### デジタルコミック
- 百合姫PP ハロー、メランコリック! PV（2019年、稲垣千華[72]）

### オーディオブック
- 三姉妹探偵団（2018年、佐々本夕里子）
- 青くて痛くて脆い（2019年、川原）
- かがみの孤城（2019年、こころの母[73]）
- medium 霊媒探偵城塚翡翠（2020年、千和崎真[74]）
- invert 城塚翡翠倒叙集（2022年、千和崎真[75]）
- invert II 覗き窓の死角（2023年、千和崎真[76]）

### ラジオ
※はインターネット配信。
- ラジオどっとあい 田澤茉純のご飯大盛＋50円（2014年、AG-ON※・超!A&G+※）
- 「山田くんと7人の魔女」Webラジオ『リスナーくんと2人の魔女』（2015年、アニメイトTV※）
- M×Mラボ（2015年 - 2016年、超!A&G+※・ニコニコ動画内「メゾン・ド・イーコエ チャンネル」※→ニコニコ動画内「サウンドウィングチャンネル」※）助手[77]
- Re:ステージ! 〜ラジオのれんしゅう〜（2015年 - 2016年、音泉※）※回替わりパーソナリティ[78]
- Re:ステージ! キラリン☆らじお（2016年 - 2017年、ニコニコ生放送※・音泉※）※回替わりパーソナリティ
- Re:STAGE! ch.〜リメンバーズRADIO〜（2017年 - 、音泉※）※回替わりパーソナリティ
- 私たち、ラジオは平均値でって言ったよね！（2019年 - 2020年、音泉※）[79]

### ラジオCD
- ラジオCD Re:ステージ！〜ラジオのれんしゅう 〜 Vol.1[80]

### テレビ番組
※はインターネット配信。
- アニメ『六畳間の侵略者!?』ニコ生 超密着型番組!?ぎゅぎゅぎゅ放送!（2014年、ニコニコ生放送※）
- Re:ステージ! 〜ニコ生のれんしゅう〜（2015年 - 2016年、ニコニコ生放送※）※回替わりパーソナリティ[81]
- Re:ステージ! キラリン☆ニコ生（2016年 - 2017年、ニコニコ生放送※）※回替わりパーソナリティ[82]
- Re:STAGE! ch〜リメンバーズTV〜（2017年 - 、YouTubeLIVE※）※回替わりパーソナリティ
- まりあ・ますみの「こじゃれてないよ!!」（2018年 - 、SHOWROOM※）[83]
- 田澤茉純・森下来奈のBARではじめる「っぽい」体験（2021年 - 、ニコニコ生放送※）

### 映像商品
- アイドルマスター シンデレラガールズ小劇場 第2巻（2018年）[84]
- 温泉むすめ 3rd LIVE “NOW ON☆SENSATION!! Vol.3”〜ワイワイワッチョイナ!!〜（2018年12月）[85]

### 舞台
- オリジナル朗読劇「お化けなんて全然怖くない。」[86]（2018年11月1日 - 4日、築地ブディストホール）※高木友梨香とWキャスト[87]
- 朗読＆トークイベント TOKYO READING CIRCUS 1st stage『5-Five!-』（2021年9月4日、TACCS1179） - 稲村美波、マスタード、キイロ 役[88]

## ディスコグラフィ

### キャラクターソング
| 発売日   | 商品名                                                                                            | 歌 | 楽曲                                                                             | 備考                                                                               |
| 2014年   | 2014年                                                                                            | 2014年 | 2014年                                                                           | 2014年                                                                             |
| -------- | ------------------------------------------------------------------------------------------------- | --- | -------------------------------------------------------------------------------- | ---------------------------------------------------------------------------------- |
| 7月30日  | 好感Win-Win無条件                                                                                 | ハート♡インベーダー | 「好感Win-Win無条件」 「大切リスト。」                                           | テレビアニメ『六畳間の侵略者!?』オープニングテーマ                                 |
| 8月6日   | 1000%憑いていきたい                                                                               | ハート♡インベーダー | 「明日天気にな〜れ☆」                                                            | テレビアニメ『六畳間の侵略者!?』関連曲                                             |
| 8月13日  | 魔法少女シンドローム                                                                              | ハート♡インベーダー | 「砂浜TEMPTATION」                                                               | テレビアニメ『六畳間の侵略者!?』関連曲                                             |
| 8月20日  | 蝶台風 〜バタフライタイフーン〜                                                                   | クラノ＝キリハ（田澤茉純） | 「蝶台風 〜バタフライタイフーン〜」                                              | テレビアニメ『六畳間の侵略者!?』関連曲                                             |
| 8月20日  | 蝶台風 〜バタフライタイフーン〜                                                                   | ハート♡インベーダー | 「僕らの風」                                                                     | テレビアニメ『六畳間の侵略者!?』関連曲                                             |
| 8月27日  | 銀河皇国狂想曲                                                                                    | ハート♡インベーダー | 「MEMORIES」                                                                     | テレビアニメ『六畳間の侵略者!?』関連曲                                             |
| 12月3日  | 大切リスト。                                                                                      | ハート♡インベーダー | 「ハピハピdays」                                                                 | テレビアニメ『六畳間の侵略者!?』関連曲                                             |
| 2015年   |                                                                                                   | |                                                                                  |                                                                                    |
| 1月28日  | 六畳間の侵略者!? BD・DVD第5巻特典CD                                                               | クラノ＝キリハ（田澤茉純） | 「雪兎」                                                                         | テレビアニメ『六畳間の侵略者!?』関連曲                                             |
| 9月16日  | 心が叫びたがってるんだ。 オリジナルサウンドトラック                                               | 少女（心の声）［成瀬順（水瀬いのり）］、玉子［田崎大樹（細谷佳正）］、世界の人々 | 「心が叫びだす」                                                                 | 劇場アニメ『心が叫びたがってるんだ。』劇中歌                                       |
| 2016年   |                                                                                                   | |                                                                                  |                                                                                    |
| 2月24日  | VALKYRIE DRIVE -MERMAID- BD・DVD第3巻特典CD                                                       | シャルロット・シャルゼン（瀬戸麻沙美）、時雨霞（田澤茉純） | 「Beat Magic!」                                                                  | テレビアニメ『VALKYRIE DRIVE -MERMAID-』関連曲                                     |
| 3月16日  | Startin' My Re:STAGE!!                                                                            | KiRaRe | 「Startin' My Re:STAGE!!」                                                       | 『Re:ステージ！』関連曲                                                            |
| 8月17日  | リメンバーズ！                                                                                    | KiRaRe | 「リメンバーズ！」 「君に贈るAngel Yell」                                        | 『Re:ステージ！』関連曲                                                            |
| 2017年   |                                                                                                   | |                                                                                  |                                                                                    |
| 1月18日  | 憧れFuture Sign                                                                                   | KiRaRe | 「憧れFuture Sign」 「夏の約束」                                                 | 『Re:ステージ！』関連曲                                                            |
| 5月17日  | キラリズム                                                                                        | KiRaRe | 「Do it!! PARTY!!」 「GROWING!!」 「キライキライCЯY」 「ク・ルリラビー」         | 『Re:ステージ！』関連曲                                                            |
| 9月20日  | Hang out!!!                                                                                       | AKATSUKI | 「Hang out!!!」 「Never ending dream」                                           | 『温泉むすめ』関連曲                                                               |
| 10月18日 | THE IDOLM@STER CINDERELLA GIRLS MASTER SEASONS AUTUMN!                                            | 木村夏樹（安野希世乃）、浜口あやめ（田澤茉純）、日野茜（赤﨑千夏） | 「空想探査計画」                                                                 | ゲーム『アイドルマスター シンデレラガールズ』関連曲                                |
| 12月20日 | 宣誓センセーション                                                                                | KiRaRe | 「宣誓センセーション」 「WINTER JEWELS」                                         | 『Re:ステージ！』関連曲                                                            |
| 2018年   |                                                                                                   | |                                                                                  |                                                                                    |
| 3月14日  | THE IDOLM@STER CINDERELLA GIRLS STARLIGHT MASTER 15 桜の頃                                        | 依田芳乃（高田憂希）、小早川紗枝（立花理香）、道明寺歌鈴（新田ひより）、浜口あやめ（田澤茉純）、脇山珠美（嘉山未紗） | 「桜の頃（M@STER VERSION）」                                                     | ゲーム『アイドルマスター シンデレラガールズ スターライトステージ』関連曲           |
| 3月14日  | THE IDOLM@STER CINDERELLA GIRLS STARLIGHT MASTER 15 桜の頃                                        | 道明寺歌鈴（新田ひより）、浜口あやめ（田澤茉純）、脇山珠美（嘉山未紗） | 「キミのそばでずっと」                                                           | ゲーム『アイドルマスター シンデレラガールズ スターライトステージ』関連曲           |
| 3月28日  | フィギュアヘッズ オリジナル・サウンドトラック                                                     | フリーダ（田澤茉純）、サロメ（末柄里恵） | 「HARDATTACK」                                                                   | ゲーム『フィギュアヘッズ』関連曲                                                   |
| 8月22日  | 367Days                                                                                           | KiRaRe | 「367Days」 「冒険トラベラー」                                                   | 『Re:ステージ！』関連曲                                                            |
| 11月30日 | THE IDOLM@STER CINDERELLA GIRLS 6thLIVE MERRY-GO-ROUNDOME!!! MASTER SEASONS AUTUMN! SOLO REMIX    | 浜口あやめ（田澤茉純） | 「空想探査計画」                                                                 | ゲーム『アイドルマスター シンデレラガールズ』関連曲                                |
| 2019年   |                                                                                                   | |                                                                                  |                                                                                    |
| 3月27日  | ハッピータイフーン                                                                                | KiRaRe | 「ハッピータイフーン」 「ステレオライフ」                                        | 『Re:ステージ！』関連曲                                                            |
| 7月24日  | Don't think,スマイル!!                                                                            | KiRaRe | 「Don't think,スマイル!!」                                                       | テレビアニメ『Re:ステージ！ ドリームデイズ♪』オープニングテーマ                    |
| 7月24日  | Don't think,スマイル!!                                                                            | KiRaRe | 「憧れFuture Sign (Piano Strings Arrange)」                                      | テレビアニメ『Re:ステージ！ ドリームデイズ♪』関連曲                                |
| 8月21日  | ひと夜ひと夜にひとりごと/For you! For みい！                                                      | 市杵島瑞葉（田澤茉純） | 「ひと夜ひと夜にひとりごと」                                                     | テレビアニメ『Re:ステージ！ ドリームデイズ♪』関連曲                                |
| 9月2日   | THE IDOLM@STER CINDERELLA GIRLS 7thLIVE TOUR Special 3chord♪ Comical Pops! 会場オリジナルCD       | 浜口あやめ（田澤茉純） | 「桜の頃（M@STER VERSION）」                                                     | ゲーム『アイドルマスター シンデレラガールズ スターライトステージ』関連曲           |
| 10月2日  | DRe:AMER                                                                                          | KiRaRe | 「キラメキFuture」 「OvertuRe:」                                                 | テレビアニメ『Re:ステージ！ ドリームデイズ♪』挿入歌                                |
| 10月2日  | Re:ステージ！ ドリームデイズ♪ BD・DVD第1巻 きゃにめ特典CD                                         | KiRaRe | 「宣誓センセーション -4sk Remix-」 「ハッピータイフーン -DJ WILDPARTY Remix-」   | テレビアニメ『Re:ステージ！ ドリームデイズ♪』関連曲                                |
| 10月16日 | 温泉むすめコンプリートアルバム Vol.2                                                              | AKATSUKI | 「情熱のパラディソ」 「暁のDiva」                                                | 『温泉むすめ』関連曲                                                               |
| 10月23日 | Re:ステージ！ ドリームデイズ♪ BD・DVD第2巻 きゃにめ特典CD                                         | KiRaRe | 「Startin' My Re:STAGE!! -KO3 Remix-」 「Don't think,スマイル!! -PSYQUI Remix-」 | テレビアニメ『Re:ステージ！ ドリームデイズ♪』関連曲                                |
| 10月30日 | スマイルスキル＝スキスキル！                                                                      | 赤き誓い | 「スマイルスキル＝スキスキル！」                                                 | テレビアニメ『私、能力は平均値でって言ったよね！』オープニングテーマ               |
| 10月30日 | スマイルスキル＝スキスキル！                                                                      | 赤き誓い | 「Crimson Vow」                                                                  | テレビアニメ『私、能力は平均値でって言ったよね！』関連曲                           |
| 11月13日 | THE IDOLM@STER CINDERELLA MASTER 3chord for the Pops!                                             | 浜口あやめ（田澤茉純）、白菊ほたる（天野聡美）、三船美優（原田彩楓） | 「印象」                                                                         | ゲーム『アイドルマスター シンデレラガールズ』関連曲                                |
| 2020年   |                                                                                                   | |                                                                                  |                                                                                    |
| 2月19日  | THE IDOLM@STER CINDERELLA GIRLS STARLIGHT MASTER 36 義勇忍侠花吹雪                                | 浜口あやめ（田澤茉純）、脇山珠美（嘉山未紗）、道明寺歌鈴（新田ひより） | 「義勇忍侠花吹雪（M@STER VERSION）」                                             | ゲーム『アイドルマスター シンデレラガールズ スターライトステージ』関連曲           |
| 7月15日  | THE IDOLM@STER CINDERELLA GIRLS STARLIGHT MASTER 40 バベル                                        | 道明寺歌鈴（新田ひより）、浜口あやめ（田澤茉純）、脇山珠美（嘉山未紗） | 「STAR」                                                                         | ゲーム『アイドルマスター シンデレラガールズ スターライトステージ』関連曲           |
| 11月11日 | THE IDOLM@STER CINDERELLA GIRLS LITTLE STARS EXTRA! ダイアモンド・アテンション                    | 浜口あやめ（田澤茉純） | 「Shinobi 4.0 忍者のすゝめ」                                                     | Webアニメ『アイドルマスター シンデレラガールズ劇場 Extra Stage』エンディングテーマ |
| 12月16日 | Chain of Dream                                                                                    | KiRaRe | 「We Remember」                                                                  | 『Re:ステージ！』関連曲                                                            |
| 2021年   |                                                                                                   | |                                                                                  |                                                                                    |
| 3月17日  | Re:STAGE! THE BEST                                                                                | Re:STAGE! ALL IDOL | 「私たち、四季を遊ぶんです!!」                                                   | 『Re:ステージ！』関連曲                                                            |
| 3月31日  | ウマ娘 プリティーダービー ANIMATION DERBY Season 2 vol.3 Original Sound Track                     | スペシャルウィーク（和氣あず未）、サイレンススズカ（高野麻里佳）、トウカイテイオー（Machico）、ウオッカ（大橋彩香）、ダイワスカーレット（木村千咲）、ゴールドシップ（上田瞳）、メジロマックイーン（大西沙織）、シンボリルドルフ（田所あずさ）、ナイスネイチャ（前田佳織里）、ツインターボ（花井美春）、イクノディクタス（田澤茉純）、マチカネタンホイザ（遠野ひかる）、メジロパーマー（のぐちゆり）、ダイタクヘリオス（山根綺）、ミホノブルボン（長谷川育美）、ライスシャワー（石見舞菜香）、ビワハヤヒデ（近藤唯）、ナリタタイシン（渡部恵子）、ウイニングチケット （渡部優衣）、キタサンブラック（矢野妃菜喜）、サトノダイヤモンド（立花日菜）、マルゼンスキー（Lynn）、マヤノトップガン（星谷美緒）、ヒシアケボノ（松嵜麗）、エアグルーヴ（青木瑠璃子）、マチカネフクキタル（新田ひより）、メイショウドトウ（和多田美咲）、セイウンスカイ（鬼頭明里）、グラスワンダー（前田玲奈）、エルコンドルパサー（髙橋ミナミ）、サクラバクシンオー（三澤紗千香）、メジロライアン（土師亜文）、メジロドーベル（久保田ひかり）、ナリタブライアン（衣川里佳） | 「うまぴょい伝説 (TV Size)」                                                     | テレビアニメ『ウマ娘 プリティーダービー Season 2』エンディングテーマ               |
| 4月7日   | THE IDOLM@STER CINDERELLA GIRLS STARLIGHT MASTER GOLD RUSH! 07 Wish you Happiness!!               | 辻野あかり（梅澤めぐ）、小早川紗枝（立花理香）、安部菜々（三宅麻理恵）、新田美波（洲崎綾）、ナターリア（生田輝）、塩見周子（ルゥティン）、浜口あやめ（田澤茉純） | 「Wish you Happiness!!（M@STER VERSION）」                                       | ゲーム『アイドルマスター シンデレラガールズ スターライトステージ』関連曲           |
| 4月7日   | THE IDOLM@STER CINDERELLA GIRLS STARLIGHT MASTER GOLD RUSH! 07 Wish you Happiness!!               | 浜口あやめ（田澤茉純） | 「Wish you Happiness!!（M@STER VERSION）」                                       | ゲーム『アイドルマスター シンデレラガールズ スターライトステージ』関連曲           |
| 11月17日 | THE IDOLM@STER CINDERELLA GIRLS STARLIGHT MASTER GOLD RUSH! 12 パ・リ・ラ                         | ナターリア（生田輝）、喜多見柚（武田羅梨沙多胡）、城ヶ崎莉嘉（山本希望）、浜口あやめ（田澤茉純）、及川雫（のぐちゆり） | 「パ・リ・ラ（M@STER VERSION）」                                                 | ゲーム『アイドルマスター シンデレラガールズ スターライトステージ』関連曲           |
| 11月17日 | THE IDOLM@STER CINDERELLA GIRLS STARLIGHT MASTER GOLD RUSH! 12 パ・リ・ラ                         | 浜口あやめ（田澤茉純） | 「パ・リ・ラ（M@STER VERSION）」                                                 | ゲーム『アイドルマスター シンデレラガールズ スターライトステージ』関連曲           |
| 2022年   |                                                                                                   | |                                                                                  |                                                                                    |
| 3月16日  | ウマ娘 プリティーダービー WINNING LIVE 04                                                         | ナイスネイチャ（前田佳織里）、マチカネタンホイザ（遠野ひかる）、イクノディクタス（田澤茉純）、ツインターボ（花井美春） | 「ユメヲカケル！」                                                               | ゲーム『ウマ娘 プリティーダービー』関連曲                                          |
| 3月16日  | ウマ娘 プリティーダービー WINNING LIVE 04                                                         | マルゼンスキー（Lynn）、オグリキャップ（高柳知葉）、メジロマックイーン（大西沙織）、ナリタブライアン（衣川里佳）、シンボリルドルフ（田所あずさ）、タマモクロス（大空直美）、マンハッタンカフェ（小倉唯）、エイシンフラッシュ（藤野彩水）、スーパークリーク（優木かな）、ナイスネイチャ（前田佳織里）、マチカネタンホイザ（遠野ひかる）、イクノディクタス（田澤茉純）、ツインターボ（花井美春）、サトノダイヤモンド（立花日菜）、キタサンブラック（矢野妃菜喜）、サクラチヨノオー（野口瑠璃子）、メジロアルダン（会沢紗弥）、ヤエノムテキ（日原あゆみ） | 「うまぴょい伝説」                                                               | ゲーム『ウマ娘 プリティーダービー』関連曲                                          |
| 8月5日   | Ideal/Idol                                                                                        | KiRaRe | 「Ideal/Idol」                                                                   | 『Re:ステージ！』関連曲                                                            |
| 9月16日  | CHARMS!! ユニットデビューシリーズ #4 Memento                                                      | 権堂舞（福原綾香）、安心院千景（田澤茉純） | 「指先」                                                                         | 『CHARMS!!』関連曲                                                                 |
| 10月4日  | ウマ娘 プリティーダービー Solo Vocal Tracks Vol.5 －4th EVENT SPECIAL DREAMERS!! EXTRA STAGE－    | イクノディクタス（田澤茉純） | 「We are DREAMERS!!（Game Size）」                                               | ゲーム『ウマ娘 プリティーダービー』関連曲                                          |
| 2023年   |                                                                                                   | |                                                                                  |                                                                                    |
| 5月26日  | CHARMS!! デビューシングル「WE ARE CHARMS!!」                                                      | 権堂舞（福原綾香）、安心院千景（田澤茉純） | 「DECIDE(Short ver.)」                                                           | 『CHARMS!!』関連曲                                                                 |
| 5月26日  | CHARMS!! デビューシングル「WE ARE CHARMS!!」                                                      | 権堂舞（福原綾香）、安心院千景（田澤茉純） | 「指先(Short ver.)」                                                             | 『CHARMS!!』関連曲                                                                 |
| 5月26日  | CHARMS!! デビューシングル「WE ARE CHARMS!!」                                                      | 権堂舞（福原綾香）、安心院千景（田澤茉純） | 「CHARMS!!(Memento ver.)」                                                       | 『CHARMS!!』関連曲                                                                 |
| 5月26日  | CHARMS!! デビューシングル「WE ARE CHARMS!!」                                                      | 嬉野ひなた（会沢紗弥）、楪葉 了（青木瑠璃子）、朗嘉恵利（井澤美香子）、有村柘榴（井澤詩織）、桜木梢枝（峯田茉優）、山田小夜（鈴木絵理）、権堂 舞（福原綾香）、安心院千景（田澤茉純）、妙典 蛍（影山灯）、昏間幽々（山本希望） | 「CHARMS!!(All member ver.)」                                                    | 『CHARMS!!』関連曲                                                                 |
| 9月6日   | ウマ娘 プリティーダービー WINNING LIVE 13                                                         | イクノディクタス（田澤茉純） | 「Excellent Condition」                                                          | ゲーム『ウマ娘 プリティーダービー』関連曲                                          |
| 9月6日   | ウマ娘 プリティーダービー WINNING LIVE 13                                                         | ナリタブライアン（衣川里佳）、マヤノトップガン（星谷美緒）、ライスシャワー（石見舞菜香）、アドマイヤベガ（咲々木瞳）、イナリワン（井上遥乃）、ミスターシービー（天海由梨奈）、マチカネタンホイザ（遠野ひかる）、イクノディクタス（田澤茉純）、ツインターボ（花井美春）、サトノダイヤモンド（立花日菜）、キタサンブラック（矢野妃菜喜）、ヤエノムテキ（日原あゆみ）、サクラローレル（真野美月）、ナリタトップロード（中村カンナ）、サトノクラウン（鈴代紗弓）、シュヴァルグラン（夏吉ゆうこ）、ホッコータルマエ（菊池紗矢香）、ネオユニヴァース（白石晴香）、ヒシミラクル（春日さくら） | 「うまぴょい伝説」                                                               | ゲーム『ウマ娘 プリティーダービー』関連曲                                          |
| 11月1日  | THE IDOLM@STER CINDERELLA GIRLS STARLIGHT MASTER PLATINUM NUMBER 11 悠久星涼                      | 椎名法子（都丸ちよ）、難波笑美（伊達朱里紗）、浜口あやめ（田澤茉純）、塩見周子（ルゥティン）、道明寺歌鈴（新田ひより） | 「悠久星涼（M@STER VERSION）」                                                   | ゲーム『アイドルマスター シンデレラガールズ スターライトステージ』関連曲           |
| 11月1日  | THE IDOLM@STER CINDERELLA GIRLS STARLIGHT MASTER PLATINUM NUMBER 11 悠久星涼                      | 浜口あやめ（田澤茉純） | 「悠久星涼（M@STER VERSION）」                                                   | ゲーム『アイドルマスター シンデレラガールズ スターライトステージ』関連曲           |
| 2024年   |                                                                                                   | |                                                                                  |                                                                                    |
| 1月10日  | TVアニメ『ウマ娘 プリティーダービー Season 3』ANIMATION DERBY Season 3 vol.3 Original Sound Track | キタサンブラック（矢野妃菜喜）、サトノダイヤモンド（立花日菜）、サトノクラウン（鈴代紗弓）、シュヴァルグラン（夏吉ゆうこ）、サウンズオブアース（MAKIKO）、ドゥラメンテ（秋奈）、トウカイテイオー（Machico）、メジロマックイーン（大西沙織）、ゴールドシップ（上田瞳）、スペシャルウィーク（和氣あず未）、サイレンススズカ（高野麻里佳）、ウオッカ（大橋彩香）、ダイワスカーレット（木村千咲）、ナイスネイチャ（前田佳織里）、ツインターボ（花井美春）、イクノディクタス（田澤茉純）、マチカネタンホイザ（遠野ひかる）、ロイスアンドロイス（田辺留依）、ヴィルシーナ（奥野香耶）、ヴィブロス（伊藤彩沙）、シンボリルドルフ（田所あずさ）、エアグルーヴ（青木瑠璃子）、ミホノブルボン（長谷川育美）、ライスシャワー（石見舞菜香）、サクラバクシンオー（三澤紗千香）、トーセンジョーダン（鈴木絵理）、マチカネフクキタル（新田ひより）、メイショウドトウ（和多田美咲）、メジロパーマー（のぐちゆり）、ダイタクヘリオス（山根綺）、コパノリッキー（稲垣好）                                                                                            | 「うまぴょい伝説」                                                               | テレビアニメ『ウマ娘 プリティーダービー Season 3』エンディングテーマ               |
| 4月1日   | Refrain                                                                                           | KiRaRe | 「Dramatic Echoes」                                                              | 『Re:ステージ！』関連曲                                                            |
| 4月17日  | ウマ娘 プリティーダービー WINNING LIVE 18                                                         | メジロライアン（土師亜文）、アイネスフウジン（長江里加）、ウイニングチケット（渡部優衣）、トーセンジョーダン（鈴木絵理）、ビコーペガサス（田中あいみ）、イクノディクタス（田澤茉純）、ヤエノムテキ（日原あゆみ）、ナリタトップロード（中村カンナ）、ワンダーアキュート（須藤叶希）、ドゥラメンテ（秋奈） | 「爆熱マイソウル」                                                               | ゲーム『ウマ娘 プリティーダービー』関連曲                                          |
| 4月17日  | ウマ娘 プリティーダービー WINNING LIVE 18                                                         | メジロライアン（土師亜文）、アイネスフウジン（長江里加）、ウイニングチケット（渡部優衣）、トーセンジョーダン（鈴木絵理）、ビコーペガサス（田中あいみ）、イクノディクタス（田澤茉純）、ヤエノムテキ（日原あゆみ）、ナリタトップロード（中村カンナ）、ワンダーアキュート（須藤叶希）、ドゥラメンテ（秋奈）、ラインクラフト（小島菜々恵）、シーザリオ（佐藤榛夏）、エアメサイア（根本優奈）、デアリングハート（希水しお） | 「うまぴょい伝説」                                                               | ゲーム『ウマ娘 プリティーダービー』関連曲                                          |

### その他参加楽曲
| 発売日       | 商品名       | 歌                                               | 楽曲             | 備考                                 |
| ------------ | ------------ | ------------------------------------------------ | ---------------- | ------------------------------------ |
| 2017年8月9日 | 未来Symphony | 水瀬いのり、渕上舞、大西沙織、豊田萌絵、田澤茉純 | 「未来Symphony」 | ゲーム『ららマジ』オープニングテーマ |

## ライブ・イベント

### 合同ライブ
| 出演日              | タイトル                                                                                          | 会場                                       |
| ------------------- | ------------------------------------------------------------------------------------------------- | ------------------------------------------ |
| 2017年8月12日       | THE IDOLM@STER CINDERELLA GIRLS 5thLIVE TOUR Serendipity Parade!!!                                | さいたまスーパーアリーナ（埼玉県）         |
| 2018年12月1日       | THE IDOLM@STER CINDERELLA GIRLS 6thLIVE MERRY-GO-ROUNDOME!!!                                      | ナゴヤドーム（愛知県）                     |
| 2020年2月15日・16日 | THE IDOLM@STER CINDERELLA GIRLS 7thLIVE TOUR Special 3chord♪ Glowing Rock!                        | 京セラドーム大阪（大阪府）                 |
| 2021年1月10日       | THE IDOLM@STER CINDERELLA GIRLS Broadcast & LIVE Happy New Yell!!!                                | 幕張メッセ国際展示場 1-3番ホール（千葉県） |
| 2021年8月29日       | ウマ娘 プリティーダービー 3rd EVENT「WINNING DREAM STAGE」                                        | 東京ガーデンシアター（東京都）             |
| 2022年1月29日・30日 | THE IDOLM@STER CINDERELLA GIRLS 10th ANNIVERSARY M@GICAL WONDERLAND TOUR!!! Tropical Land         | ライブ配信（ASOBISTAGE）                   |
| 2022年4月3日        | THE IDOLM@STER CINDERELLA GIRLS 10th ANNIVERSARY M@GICAL WONDERLAND!!!                            | ベルーナドーム（埼玉県）                   |
| 2022年5月4日        | ウマ娘 プリティーダービー 4th EVENT「SPECIAL DREAMERS!!」横浜公演                                 | ぴあアリーナMM（神奈川県）                 |
| 2022年11月6日       | ウマ娘 プリティーダービー 4th EVENT「SPECIAL DREAMERS!!」EXTRA STAGE                              | ベルーナドーム（埼玉県）                   |
| 2023年6月10日       | THE IDOLM@STER CINDERELLA GIRLS 燿城夜祭 -かがやきよまつり-                                       | 大阪城ホール（大阪府）                     |
| 2023年9月16日・17日 | ウマ娘 プリティーダービー 5th EVENT ARENA TOUR「GO BEYOND」-GAZE-                                 | ポートメッセなごや（愛知県）               |
| 2024年2月3日        | ウマ娘 プリティーダービー 5th EVENT ARENA TOUR「GO BEYOND」-YELL-                                 | 有明アリーナ（東京都）                     |
| 2024年3月23日       | ウマ娘 プリティーダービー 5th EVENT ARENA TOUR「GO BEYOND」-NEW GATE-                             | 大阪城ホール（大阪府）                     |
| 2024年6月16日       | THE IDOLM@STER CINDERELLA GIRLS UNIT LIVE TOUR ConnecTrip! 石川公演                               | 本多の森北電ホール（石川県）               |
| 2025年4月27日       | THE IDOLM@STER CINDERELLA GIRLS STARLIGHT STAGE 10th ANNIVERSARY TOUR Let’s AMUSEMENT!!! 東京公演 | 有明アリーナ（東京都）                     |